# 화명중학교
화명중학교(華明中學校)는 대한민국 부산광역시 북구 화명동에 있는 공립 중학교이다.

## 학교 연혁
- 1986년 1월 8일 : 화명중학교 설립 인가(8학급)
- 1986년 3월 1일 : 초대 강태환 교장 취임
- 1986년 3월 5일 : 제1회 입학식 거행(8학급 494명 입학)
- 1989년 2월 13일 : 제1회 졸업식 거행(465명 졸업)
- 2007년 11월 2일 : 도서관 개관 (도서관명 책여울)
- 2009년 3월 1일 : 부산광역시교육청 지정 정책 연구학교(영역 에너지 교육) (~2011.2.28)
- 2011년 11월 21일 : 화명 드림홀 개관
- 2014년 3월 1일 : 중학교 자유학기제 연구학교 운영 (교육부)
- 2016년 3월 6일 : 화명중학교 부설 방송통신중학교 개교(2학급)
- 2024년 3월 1일 : 제18대 박재문 교장 취임
- 2025년 2월 7일 : 제36회 졸업식(졸업생 240명)
- 2025년 3월 4일 : 제40회 입학식(신입생 234명)

## 참고 자료
- 화명중학교 - 한국교육학술정보원 학교알리미